# شومبلي (كيبك)
شومبلي، كيبك (بالإنجليزية: Chambly)‏ هي مدينة كندية تقع في مقاطعة كيبك. تبلغ مساحة هذه المدينة 25.1142 (كم²)، ويبلغ عدد سكانها 22608 نسمة حسب إحصاء سنة 2006 م، بينما كان يسكنها 20342 نسمة في سنة 2001 م. تحتل هذه المدينة المرتبة رقم 166 بين مدن كندا حسب عدد السكان والمرتبة رقم 45 في المقاطعة. النمو سكاني في هذه المدينة يقدر بـ(11.1).

## أعلام
- ماتيو برتراند
- هاري جاي روبرتسون
- توني ديمرز
- كاثرين هيرون
- دينيس هيرون

## وصلات خارجية
- الأطلس الحكومي لكندا
- إحصاءات كندا مع ساعة تعداد السكان